# Haworthia diversicolor
Haworthia diversicolor är en grästrädsväxtart som först beskrevs av Triebner och Karl von Poellnitz, och fick sitt nu gällande namn av M. Hayashi. Haworthia diversicolor ingår i släktet Haworthia och familjen grästrädsväxter. Inga underarter finns listade i Catalogue of Life.